# Facedown Records
La Facedown Records è un'etichetta discografica cristiana con sede a Sun City, California, specializzata in gruppi hardcore punk e metalcore. Fondata dal batterista dei No Innocent Victim, Jason Dunn, l'etichetta iniziò col pubblicare un certo numero di album 7" di gruppi come Overcome, Dodgin Bullets, e Born Blind. Più tardi l'etichetta fu in grado di scritturare artisti per la produzione di album completi. Extol e The Deal, entrambi noti sulla scena  christian metal, hanno pubblicato con la Facedown, così come i canadesi Figure Four, i One-21, e i Point of Recognition. Hanno firmato contratti anche diversi gruppi straight edge come xDEATHSTARx, xDisciplex, xLooking Forwardx e Sleeping Giant.
Gruppi come i Seventh Star e i Nodes of Ranvier hanno pubblicato con buoni risultati, ma è stata la pubblicazione di "Turn It Around" dei Comeback Kid che ha reso noto il nome della Facedown. I Comeback Kid sostennero un tour di 2 anni, al termine del quale lasciarono la Facedown per firmare un contratto con la Victory Records.
Gruppi come Bloody Sunday, Alove for Enemies, Seventh Star, xLooking Forwardx, Bloodlined Calligraphy, i rinnovati No Innocent Victim compongono la cosiddetta "Facedown Family". Recentemente hanno firmato un contratto il gruppo metalcore di Nashville dei A Plea for Purging ed il gruppo di "southern metal" dell'Alabama dei Remove the Veil.

## Strike First Records
La Strike First Records è una etichetta della Facedown, che fornisce servizi discografici per gruppi minori, e che talvolta si comporta come un "vivaio" per la Facedown; alcuni gruppi della Strike First, come i Bloody Sunday, i Kingston Falls, ed i War of Ages sono infatti passati alla Facedown. Alcuni dei gruppi che hanno firmato contratti con la Strike First sono: Call to Preserve, Within, e Jesus Wept

## Facedown Fest
L'etichetta è anche l'organizzatrice di un evento con cadenza annuale e della durata di due giorni, il "Facedown Fest", nella California meridionale. L'evento vede solitamente la partecipazione degli artisti di Facedown e Strike First. È stata l'occasione per le ultime esibizioni di The Deal e xDisciplex, ed ha offerto il palcoscenico agli xLooking Forwardx, prima che questi firmassero un contratto con la Facedown.  La popolarità dell'evento è cresciuta, tanto che nel novembre 2005, sono stai aggiunti due giorni da tenersi ad Annapolis, Maryland, località più agevole per coloro che provengono dagli USA occidentali.

## Artisti[1]
- Bloodlined Calligraphy
- Bloody Sunday
- xDEATHSTARx
- For Today
- Immortal Souls
- Impending Doom
- Inked In Blood
- Kingston Falls
- xLooking Forwardx
- Means
- No Innocent Victim
- A Plea For Purging
- Remove the Veil
- Sleeping Giant
- Thieves and Liars
- War of Ages
- Wrench in the Works

## Artisti prodotti dalla Facedown Records in passato[1]
- Anchor
- Alove for Enemies
- Born Blind
- Comeback Kid
- The Deal
- Dodgin' Bullets
- Falling Cycle
- Figure Four
- Flee the Seen
- Hanover Saints
- Indwelling
- Nodes of Ranvier
- One-21
- Overcome
- Point of Recognition
- Seventh Star
- Sinai Beach
- Symphony in Peril
- This Runs Through
- Torn in Two
- xDisciplex A.D.